# Johann Heinrich von Denffer

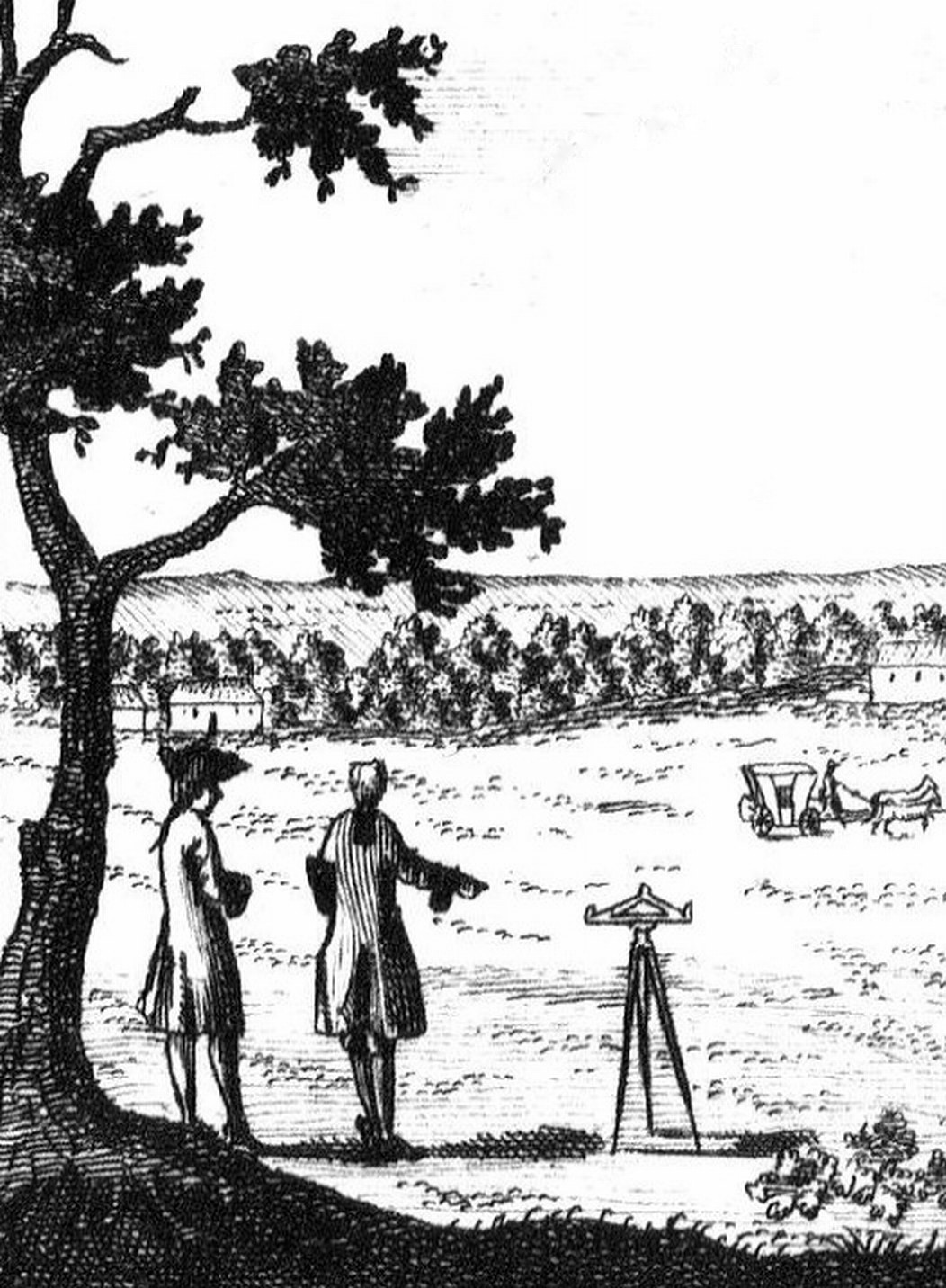
Denffer bei der Landvermessung (Ausschnitt, aus: „Vernunft- und Erfahrungsmäßiger Discours...“, Mitau 1740)

Johann Heinrich von Denffer (* 1700 im kurländischen Sturhof, heute: Stūri, Gemeinde Blīdene, Bezirk Brocēni, Lettland; † 13. Dezember 1770 in Frauenburg), Erbherr auf Berghof, war ein kurländischer Geistlicher, Pionier der Agrarwissenschaften und Alchemist.
Johann Heinrich ist ein gemeinsamer Ahnherr sämtlicher heute noch blühender Zweige der deutsch-baltischen Adelsfamilie Denffer. Er studierte ab 1717 an der Universität Königsberg Theologie und Naturwissenschaften. 1725 wurde er in Blieden als Pastor eingeführt. 1727 wechselte er nach Kabillen und 1730 nach Frauenburg. 1754 nahm er Johann Friedrich Müller zum Adjunkt, trat ihm das Pastorat ab und zog sich von allen Amtsgeschäften zurück, um sich gänzlich seiner wissenschaftlichen und schriftstellerischen Arbeit zu widmen. Johann Heinrich, der die kurländischen Güter Weinschenken, Behrsemünde, Leiben und Berghof besaß, soll sich nach Ansicht von Zeitgenossen durch die Alchemie um einen Teil seines Vermögens gebracht haben (vgl. insges. Recke/Napiersky).
Schon in der Bliedener Zeit begann Denffer mir den agrar- und naturwissenschaftlichen Forschungsarbeiten, deren Ergebnisse er im „Discours“ (s. u.) beschreibt. Nach einer Pause setzte er diese Arbeiten ab 1730 in Frauenburg fort, wo er auch alle seine Schriften verfasste. Aus seiner Hand sind drei gedruckte Werke und eine handschriftliche Arbeit überliefert.
Gedruckte Werke:
- Vernunft- und Erfahrungsmäßiger Discours, darin überhaupt die wahren Ursachen der Fruchtbarkeit, wie auch die Scheinursachen der Unfruchtbarkeit der Erden abgehandelt sind, um die gute Sache des göttlichen Segens wider die einfältigen Ankläger desselben zu verteidigen, Mitau 1740, 2. Auflage Halle 1755

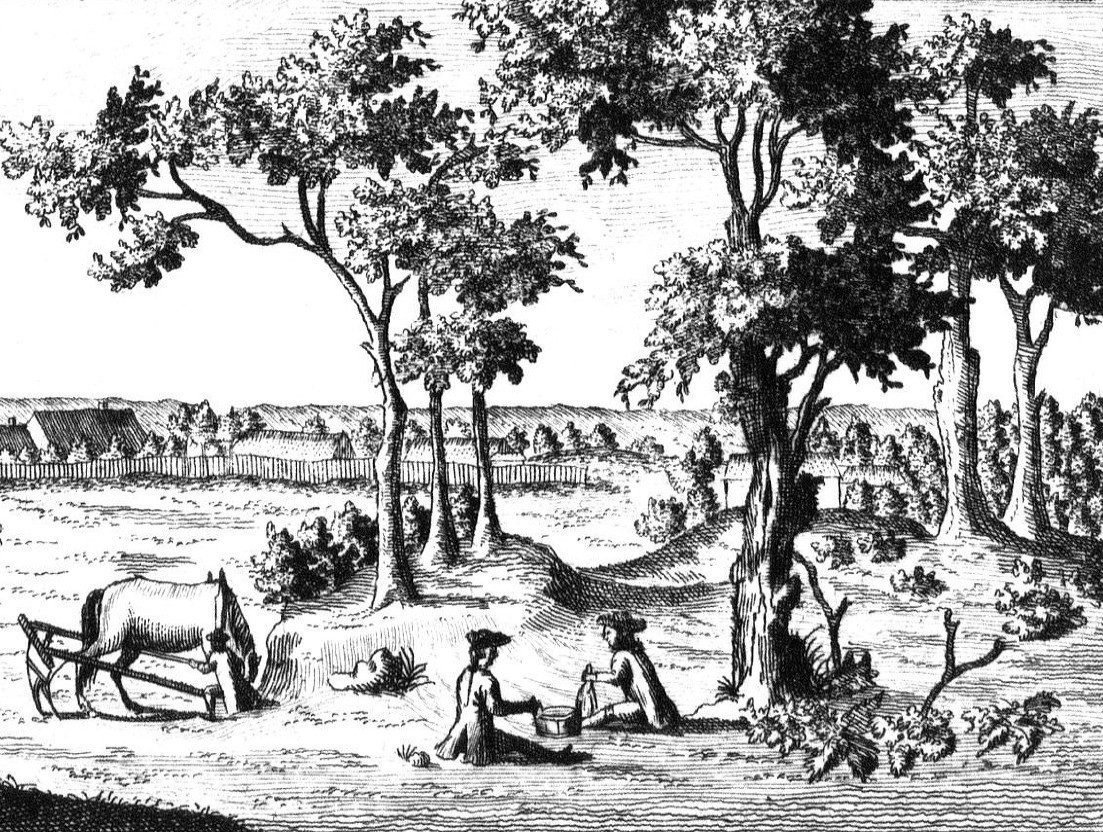
Mitarbeiter bei der Entnahme von Bodenproben (Ausschnitt, aus: „Vernunft- und Erfahrungsmäßiger Discours...“, Mitau 1740)

- Alchymistenlogic oder Vernunftlehre der Scheidekünstler, um die unverständigen Alchymisten zu rechte zu weisen, Königsberg 1762 (Digitalisat in der Digitalen Bibliothek Mecklenburg-Vorpommern)

- Betrachtungen über die Cometen bei Gelegenheit des letzterschienenen Schweifsterns, Mitau und Leipzig 1770

Handschriftlich:
- Alleruntertänigste Relacion dessen, so bei der letztern Session einer Königl. Commission in Angern, in Untersuchung der angegebenen Überschwemmung vorgegangen, Mitau 1750

Johann Heinrich fertigte auch eine seinerzeit als sehr genau gerühmte, heute als verschollen geltende Landkarte von Kurland in großem Maßstab an, die er dem Herzog Ernst Johann von Biron widmete. „Sie übertraf nicht nur an Vollständigkeit und Menge der angezeigten Örter, sondern auch an Richtigkeit der Lage derselben, gewiß alle Vorhergehenden. Wo mag sie hingekommen sein?“ (Recke/Napiersky).